# Ngân hàng Quốc gia Slovakia
Ngân hàng Quốc gia Slovakia (tiếng Slovak: Národná banka Slovenska; viết tắt: NBS) là ngân hàng trung ương có trụ sở chính tại thủ đô Bratislava, Slovakia. Thành lập vào ngày 1 tháng 1 năm 1993. NBS là thành viên của Liên minh Châu Âu và Khu vực đồng euro.